# Kanekoa lirata
Kanekoa lirata là một loài bọ cánh cứng trong họ Cerambycidae.